# Giacinto Ferro
Giacinto Ferro – włoski aktor. Zagrał w filmie Mela Gibsona Pasja.

## Filmografia
- 2004: Pasja jako Józef z Arymatei
- 1999: Voce del sangue, La
- 1973: Eta di Cosimo de Medici, L